# Ribeirão da Paixão
Der Ribeirão da Paixão ist ein etwa 47 km langer rechter Nebenfluss des Rio Ivaí im Norden des brasilianischen Bundesstaats Paraná.

## Etymologie
Paixão bedeutet auf Deutsch Leidenschaft und auch die Leidenszeit / Passionszeit Christi. Den Namen des Baches kann man im Deutschen somit als Passionsbach verstehen.

## Geografie

### Lage
Das Einzugsgebiet des Ribeirão da Paixão befindet sich auf dem Terceiro Planalto Paranaense (Dritte oder Guarapuava-Hochebene von Paraná).

### Verlauf
Sein Quellgebiet liegt im Süden des Munizips Guairaçá auf 429 m Meereshöhe etwa 4 km südlich des Hauptorts in der Nähe der Rodovía do Café (BR-376).
Der Fluss verläuft in südlicher Richtung. Nach etwa 8 km erreicht er die westliche Grenze von Paranavaí. Nochmals 8 km weiter lässt er Guairaçá hinter sich und bildet nun die östliche Grenze von Amaporã zunächst zu Paranavaí und dann zu Mirador. Die letzten 10 km seines Laufs sind vollständig innerhalb des Munizips Mirador. Er mündet etwas flussabwärts von der Ivaí-Fähre auf 248 m Höhe von rechts in den Rio Ivaí. Er ist etwa 47 km lang.

### Munizipien im Einzugsgebiet
Am Ribeirão da Paixão liegen die vier Munizipien Guairaçá, Paranavaí, Amaporã und Mirador.